# Brookesia brygooi
Brookesia brygooi е вид влечуго от семейство Хамелеонови (Chamaeleonidae). Видът не е застрашен от изчезване.

## Разпространение
Разпространен е в Мадагаскар.